# 美国威斯康辛东区联邦地区法院
美国威斯康辛东区联邦地区法院 （引用时缩写为E.D. Wis.）是美国94个、威斯康辛州2个联邦地区法院之一。该法院审理后的案件需上诉至第七巡回法院，专利及《塔克法案》相关的案件需上诉至联邦巡回区法院。